# Kutlwano Magazine
«Kutlwano Magazine» (також відомий як «Kutlwano») — ботсванський журнал, заснований у 1962 році урядом Ботсвани, що містить новини ринку, урядову політику, розважальні та художні статті. Видається разом з «Daily News Botswana».